# Trichiogramme cartilagidens
Trichiogramme cartilagidens là một loài thực vật có mạch trong họ Adiantaceae. Loài này được (Baker) Kuhn miêu tả khoa học đầu tiên năm 1882.